# Trzej bracia (film 2004)
Trzej bracia (fr. Le clan) – francuski dramat filmowy z 2004 roku w reżyserii Gaëla Morela. Zdjęcia kręcono w Annecy.
Pokaz przedpremierowy odbył się 15 maja 2005 roku na Cannes Film Market, zaś premiera miesiąc później, 16 czerwca. 13 grudnia 2005 r. ukazała się edycja na DVD. W USA film był rozpowszechniany pod tytułem Three Dancing Slaves. Opisy można spotkać również pod roboczymi tytułami filmu Le clan des hommes lub Trois danses d'esclaves.

## Fabuła i wymowa filmu
Trzej francusko-algierscy bracia przeżywają smutek po śmierci matki – każdy z nich na swój sposób. U Marca (Nicolas Cazalé) wewnętrzne cierpienie przeradza się we wściekły i bezsensowny bunt, przerzucanie kilogramów na siłowni, ćwiczenia capoieiry i ekscesy narkotykowe. Jedynym przyjacielem, z którym czuje się bezpiecznie jest pies. Jego starszego brata Christophe (Stéphane Rideau) poznajemy, gdy właśnie wychodzi z więzienia i próbuje ułożyć sobie życie przez ciężką fizyczną pracę. Dla Marca jego brat jest idolem – rozczarowuje się i nie potrafi zrozumieć dlaczego tak bardzo zmienił się. Najmłodszy z trójki braci Olivier (Thomas Dumerchez) ucieka w wyobcowanie. Czuje się całkowicie zagubiony i zdruzgotany rozpadem rodzinnego domu. Ojciec (Bruno Lochet) zupełnie nie poradził sobie z utrzymaniem więzi rodzinnych – nie potrafi wybaczyć najstarszemu synowi, a sam stacza się na dno egzystencji.
Wszyscy trzej bracia poszukują wyjścia z gmatwaniny uczuć do własnego życia. Christophe porzuci całkowicie młodzieńcze szaleństwa i będzie chciał ustabilizować się u boku kobiety. Marc spala się biegnąc na zatracenie ku swoim imaginacjom. Olivier rozpaczliwie poszukujący bliskości, odkryje miłość do Hichama, kumpla z którym ćwiczy capoierę.

## Obsada
| - Stéphane Rideau jako Christophe - Nicolas Cazalé jako Marc - Thomas Dumerchez jako Olivier - Salim Kechiouche jako Hicham - Vincent Martinez jako Profesor - Nicolas Paz jako Montana - Bruno Lochet jako ojciec - Gilles Taurand jako mężczyzna z farmy - Clément Dettli jako Henry - Gary Mary jako Luc - Pierre Vallin jako Sly - Janine Ribollet jako matka Sly'a - Jackie Berroyer jako Robert - Mathias Olivier jako Ryan | - Geordie Piseri-Diaz jako Jérémy - Aure Atika jako Emilie - Fabien Reboux jako chłopak z farmy - Geoffroy Rippoz jako chłopak z farmy - Claude Chariglionne jako treser koni - Olivier Perez jako transseksualna Zora - Kheireddine Defdaf jako kunpel Montany - Jean-Jérôme Landue jako Bruno - Joyce Edorh jako Blanche-Neige - Paul Morel jako François - Pierre Blériot jako chłopak w liceum - Nathanaël Maïni jako instruktor paralotniarstwa - Yves Jacquemard jako fizykoterapeuta |

## Nagrody
W 2005 r. film otrzymał specjalne wyróżnienie na Milan International Lesbian and Gay Film Festival.